# Antony Golec
Antony Golec (* 29. Mai 1990 in Sydney) ist ein australischer Fußballspieler.

## Karriere
Golec unterschrieb 2008 einen Vertrag für das in der neu gegründeten National Youth League antretende Jugendteam des Sydney FC. Ende Oktober rückte er wegen mehrerer Ausfälle in den Profikader des Sydney FC und stand bei seinem A-League-Debüt beim überraschenden 2:0-Auswärtssieg über den späteren Meister Melbourne Victory in der Startelf. In den folgenden Wochen kam er zu fünf weiteren Einsätzen für das Profiteam, mit der Nachwuchsmannschaft gewann er nach einem 2:0-Finalsieg gegen Adelaide United die Premierensaison der Jugendliga.
Im Juli 2009 wurde Golec mit vier weiteren Nachwuchsspielern von Sydney (Matthew Jurman, Kofi Danning, Chris Payne, Sam Munro) von U-20-Nationaltrainer Jan Versleijen für eine Länderspielreise nach Amerika nominiert.